# Marzena Kot
Marzena Kot, z d. Kocot (ur. 8 kwietnia 1973) – polska piłkarka ręczna, medalistka mistrzostw Polski i reprezentantka Polski.

## Życiorys

### Kariera klubowa
Była zawodniczką Pogoni Szczecin, Łącznościowca Szczecin i od 1999 Zagłębia Lubin, z którym zdobyła wicemistrzostwo Polski w 2000 i 2002 oraz brązowy medal w 2001. Od 2005 występowała w klubach niemieckich Frankfurter HC (2005–2008) i SC Riesa (2008–2010).

### Kariera reprezentacyjna
W reprezentacji Polski debiutowała 22 stycznia 1997 w towarzyskim spotkaniu z Belgią. W 2005 wystąpiła na mistrzostwach świata, zajmując z drużyną 19 miejsce. (1993 – 10 miejsce, 1997 – 8 miejsce, 1999 – 11 miejsce) i dwukrotnie na mistrzostwach Europy (1996 – 11 miejsce, 1998 – 5 miejsce). Ostatni raz wystąpiła w reprezentacji 9 grudnia 2005 w meczu mistrzostw świata z Wybrzeżem Kości Słoniowej. Łącznie w biało-czerwonych barwach wystąpiła 51 razy, zdobywając 92 bramki.